# Scirpus lushanensis
Scirpus lushanensis là loài thực vật có hoa trong họ Cói. Loài này được Ohwi miêu tả khoa học đầu tiên năm 1938.